# Alexandre Burrows

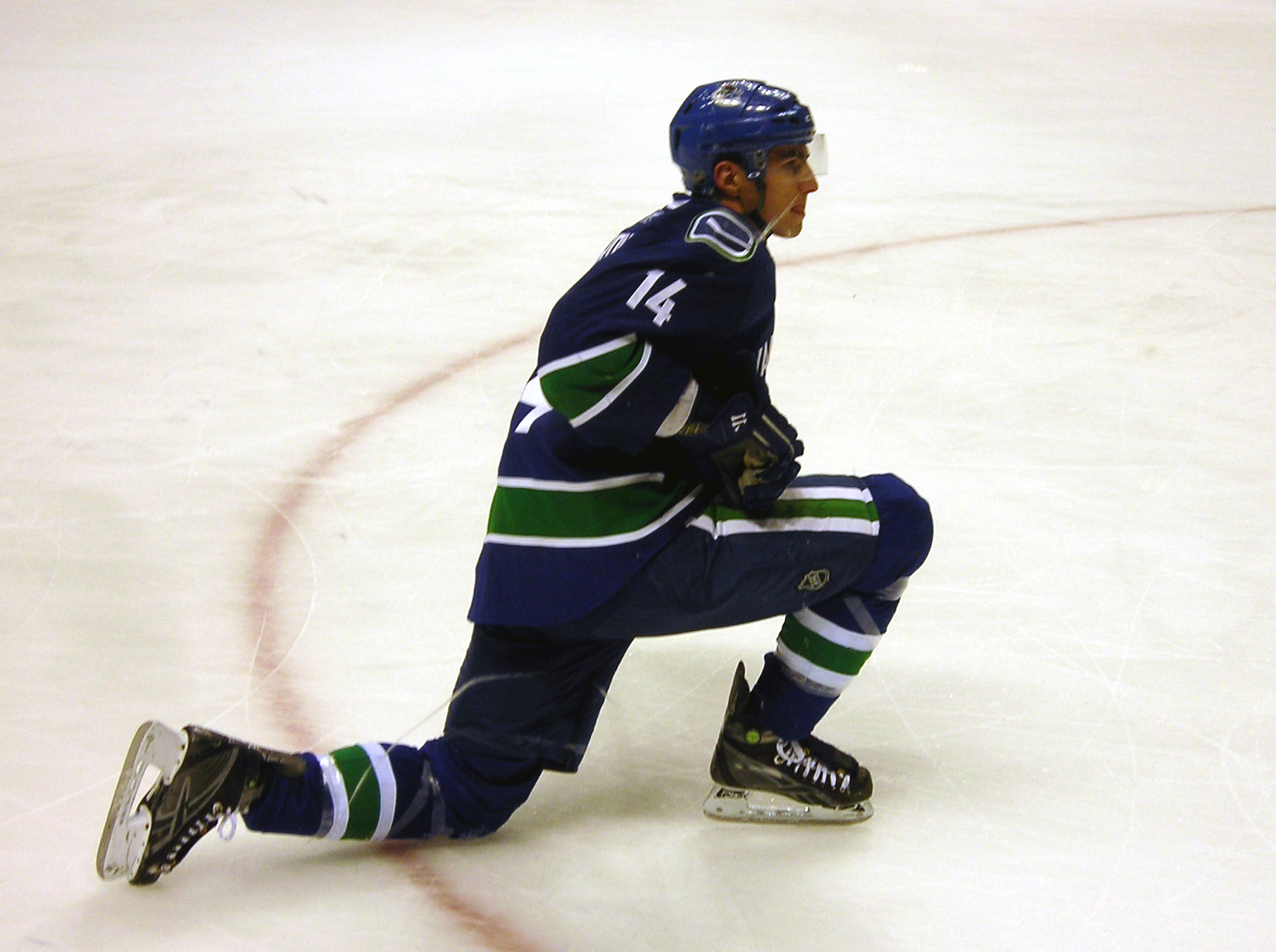
Burrows 2009 med Vancouver Canucks.

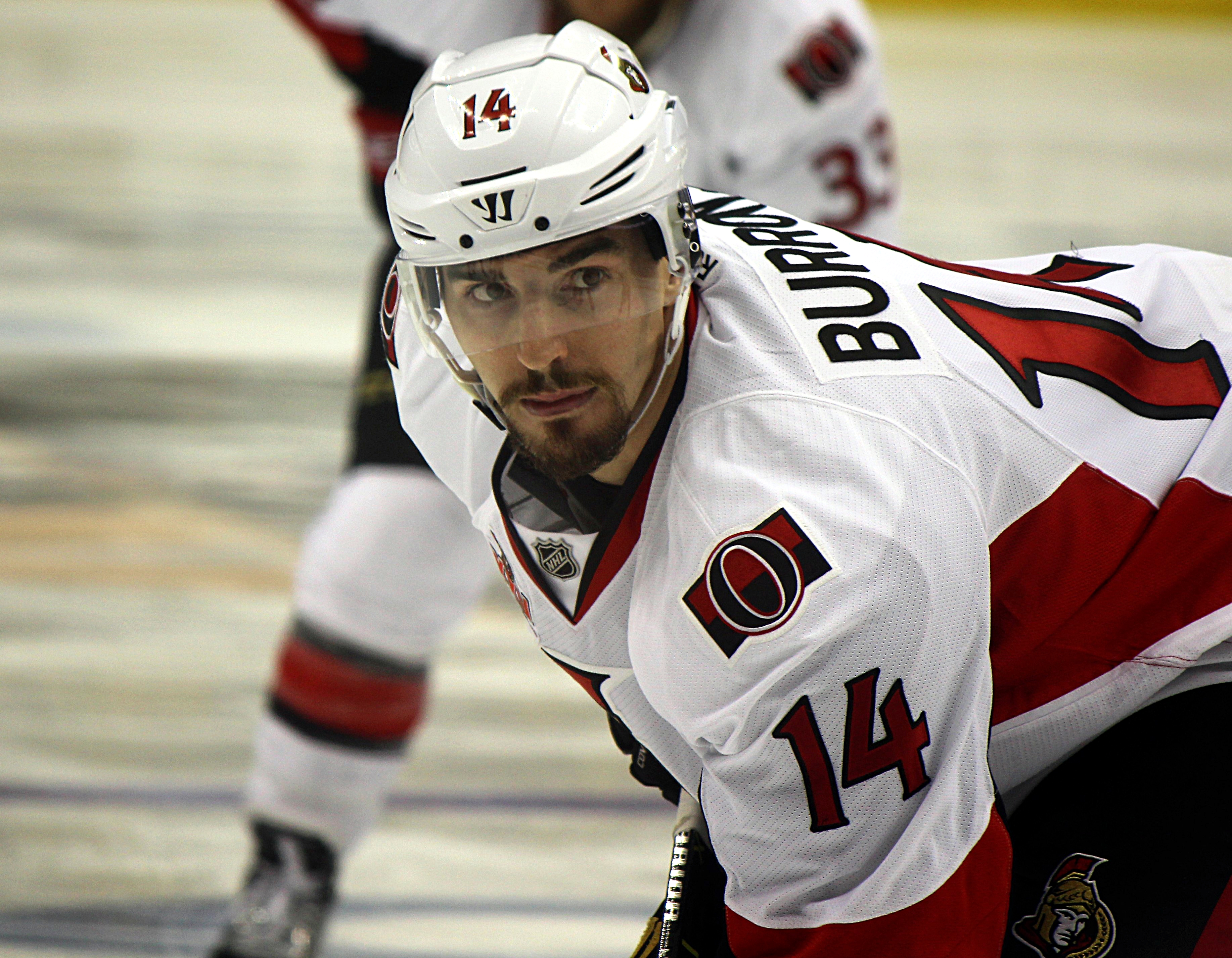
Burrows 2017 med Ottawa Senators.

Alexandre "Alex" Ménard-Burrows, född 11 april 1981 i Pincourt, Québec är en kanadensisk före detta professionell ishockeyspelare.
Under sin karriär spelade Burrows på NHL-nivå för Ottawa Senators och Vancouver Canucks mellan 2005 och 2018.
År 2005 skrev Burrows kontrakt med Vancouver Canucks efter att ha spelat i Vancouvers farmarlag Manitoba Moose. De tre första åren i Vancouver spelade han mest som en energispelare i tredjekedjan, tills han 2008–09 bröt ut som målgörare och gjorde 28 mål efter att ha fått mer speltid i förstakedjan med bröderna Daniel och Henrik Sedin.
27 februari 2017 byttes Burrows till Ottawa Senators där han spelade fram tills 2018. Efter att ha pensionerat sig från NHL så valdes han in i Vancouver Canucks "Ring of Honour" till lagets 50-årsjubileum under säsongen 2019-2020.
Innan Burrows börjajde spela i NHL spelade han ball hockey, en slags organiserad streethockey, för Kanadas landslag. År 2005 röstades Burrows fram som årets ball hockey-spelare. Han har även röstats in i ball hockeyns Hall of Fame.

## Statistik

### Klubbkarriär
| 2000–01    | Shawinigan Cataractes | QMJHL      | 63  | 16  | 14  | 30  | 105  | 10 | 2  | 1  | 3  | 8   |
| 2001–02    | Shawinigan Cataractes | QMJHL      | 64  | 35  | 35  | 70  | 184  | 10 | 9  | 10 | 19 | 20  |
| 2002–03    | Greenville Grrrowl    | ECHL       | 53  | 9   | 17  | 26  | 201  | —  | —  | —  | —  | —   |
| 2002–03    | Baton Rouge Kingfish  | ECHL       | 13  | 4   | 2   | 6   | 64   | —  | —  | —  | —  | —   |
| 2003–04    | Columbia Inferno      | ECHL       | 64  | 29  | 44  | 73  | 194  | 4  | 2  | 0  | 2  | 28  |
| 2003–04    | Manitoba Moose        | AHL        | 2   | 0   | 0   | 0   | 0    | —  | —  | —  | —  | —   |
| 2004–05    | Columbia Inferno      | ECHL       | 4   | 5   | 1   | 6   | 4    | —  | —  | —  | —  | —   |
| 2004–05    | Manitoba Moose        | AHL        | 72  | 9   | 17  | 26  | 107  | 14 | 0  | 3  | 3  | 37  |
| 2005–06    | Manitoba Moose        | AHL        | 33  | 12  | 18  | 30  | 57   | 13 | 6  | 7  | 13 | 27  |
| 2005–06    | Vancouver Canucks     | NHL        | 43  | 7   | 5   | 12  | 61   | —  | —  | —  | —  | —   |
| 2006–07    | Vancouver Canucks     | NHL        | 81  | 3   | 6   | 9   | 93   | 11 | 1  | 0  | 1  | 14  |
| 2007–08    | Vancouver Canucks     | NHL        | 82  | 12  | 19  | 31  | 179  | —  | —  | —  | —  | —   |
| 2008–09    | Vancouver Canucks     | NHL        | 82  | 28  | 23  | 51  | 150  | 10 | 3  | 1  | 4  | 20  |
| 2009–10    | Vancouver Canucks     | NHL        | 82  | 35  | 32  | 67  | 121  | 12 | 3  | 3  | 6  | 22  |
| 2010–11    | Vancouver Canucks     | NHL        | 72  | 26  | 22  | 48  | 77   | 25 | 9  | 8  | 17 | 34  |
| 2011–12    | Vancouver Canucks     | NHL        | 80  | 28  | 24  | 52  | 90   | 5  | 1  | 0  | 1  | 7   |
| 2012–13    | Vancouver Canucks     | NHL        | 47  | 13  | 11  | 24  | 54   | 4  | 2  | 1  | 3  | 6   |
| 2013–14    | Vancouver Canucks     | NHL        | 49  | 5   | 10  | 15  | 71   | —  | —  | —  | —  | —   |
| 2014–15    | Vancouver Canucks     | NHL        | 70  | 18  | 15  | 33  | 68   | 3  | 0  | 2  | 2  | 21  |
| 2015–16    | Vancouver Canucks     | NHL        | 79  | 9   | 13  | 22  | 49   | —  | —  | —  | —  | —   |
| 2016–17    | Vancouver Canucks     | NHL        | 55  | 9   | 11  | 20  | 53   | —  | —  | —  | —  | —   |
| 2016–17    | Ottawa Senators       | NHL        | 20  | 6   | 5   | 11  | 9    | 15 | 0  | 5  | 5  | 18  |
| 2017–18    | Ottawa Senators       | NHL        | 71  | 6   | 8   | 14  | 59   | —  | —  | —  | —  | —   |
| NHL totalt | NHL totalt            | NHL totalt | 913 | 205 | 204 | 409 | 1134 | 85 | 19 | 20 | 39 | 142 |

### Internationellt
| År            | Lag           | Turnering     |               | Matcher | Mål | Assists | Poäng | Utv |
| ------------- | ------------- | ------------- | ------------- | ------- | --- | ------- | ----- | --- |
| 2012          | Kanada        | VM            | 5             | 3       | 0   | 3       | 2     |     |
| 2014          | Kanada        | VM            | 6             | 0       | 1   | 1       | 4     |     |
| Senior totalt | Senior totalt | Senior totalt | Senior totalt | 11      | 3   | 1       | 4     | 6   |